# Bulbophyllum rubrolineatum
Bulbophyllum rubrolineatum är en orkidéart som beskrevs av Rudolf Schlechter. Bulbophyllum rubrolineatum ingår i släktet Bulbophyllum och familjen orkidéer. Inga underarter finns listade i Catalogue of Life.